# Central Region (Singapore)

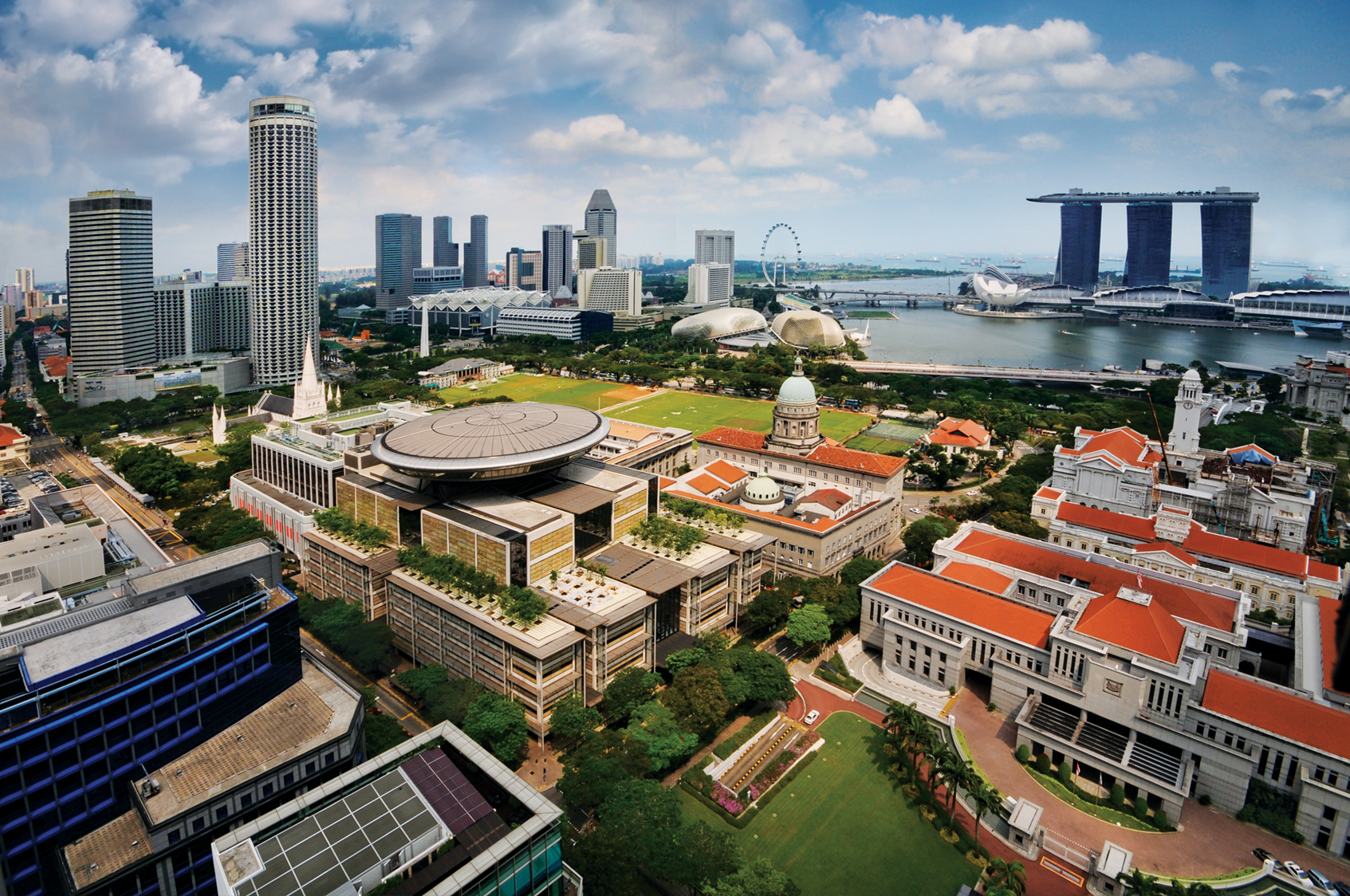
Vy från distriktet (Downtown Core)

Distriktet Central Region (även "Central") är ett av önationen Singapores 5 administrativa regioner.

## Geografi
Distriktet ligger på huvudöns Pulau Ujong södra del och gränsar söderut mot West Region och Singaporesundet, österut mot East Region och North East Region, norrut mot North Region och Johorsundet och även västerut mot West Region.
Distriktet har en yta på cirka 133 km². Befolkningen uppgår till cirka 922 900 invånare. Befolkningstätheten är cirka 6 939 invånare / km².
Inom distriktet ligger djurparkerna Singapore Zoo och Singapore Zoo och Night Safari, fågelparken Jurong Bird Park och en Botanisk trädgård Singapore Botanic Gardens.
Här finns också nationens högsta plats Bukit Timah i Bukit Timahdistriktet och ögruppen Southern Islands.
Inom stadsdelen Downtown Core-distriktet ligger Singapores högsta byggnad Tanjong Pagar Centre, största katedralen Saint Andrew's Cathedral, det historiska området Boat Quay och hotellet Raffles Hotel.

## Förvaltning
Distriktet är underdelad i 12 stadsplaneringsområden. (Planning Areas).
| * Bishan        | * Bukit Merah | * Bukit Timah | * Central Area     | * Geylang | * Kallang   |
| * Marine Parade | * Novena      | * Queenstown  | * Southern Islands | * Tanglin | * Toa Payoh |

Central Area distriktet är ytterligare uppdelad i 11 stadsplaneringsområden
| * Downtown Core | * Marina East  | * Marina South | * Museum Planning Area | * Newton       | * Orchard Road |
| * Outram        | * River Valley | * Rochor       | * Singapore River      | * Straits View |                |

Distriktet förvaltas av 1 kommunstyrelse ("Majlis Pembangunan Masyarakat" / Community Development Council) under ledning av en borgmästare (Mayor), Central Singapore Community Development Council.
Distriktets ISO 3166-2-kod är "SG-01". Huvudorten är Central Area distriktet i den sydöstra delen.